# Mark Maclean
Mark Maclean (* 8. November 1963) ist ein ehemaliger schottischer Squashspieler.

## Karriere
Mark Maclean war in den 1980er- und 1990er-Jahren als Squashspieler aktiv und erreichte im Juli 1991 mit Rang acht seine höchste Platzierung in der Weltrangliste. Mit der schottischen Nationalmannschaft nahm er 1983, 1985, 1987 und 1989 an der Weltmeisterschaft teil. Bei Europameisterschaften wurde er mit der Nationalmannschaft 1992 gegen Finnland Europameister. Zwischen 1985 und 1993 stand Maclean sechsmal im Hauptfeld der Einzelweltmeisterschaft. 1989 erreichte er mit dem Viertelfinale, in dem er Jahangir Khan unterlag, sein bestes Resultat. 1986 stand er im Finale der britischen Meisterschaften, das er gegen Bryan Beeson verlor.

## Erfolge
- Europameister mit der Mannschaft: 1992
- Britischer Vizemeister: 1986
- Schottischer Meister: 1982